# Johnstown (Pensilvânia)
Johnstown é uma cidade localizada no estado norte-americano de Pensilvânia, no Condado de Cambria.

## Demografia
Segundo o censo norte-americano de 2000, a sua população era de 23 906 habitantes. Em 2006, foi estimada uma população de 22 269, um decréscimo de 1637 (-6,8%).

## Geografia
De acordo com o United States Census Bureau tem uma área de 15,7 km², dos quais 15,1 km² cobertos por terra e 0,6 km² cobertos por água. Johnstown localiza-se a aproximadamente 358 m acima do nível do mar.

## Localidades na vizinhança
O diagrama seguinte representa as localidades num raio de 4 km ao redor de Johnstown.